# اسلایدل (لوئیزیانا)
اسلایدل (به انگلیسی: Slidell) شهری در ایالت لوئیزیانا کشور ایالات متحده آمریکا است که جمعیت آن در سرشماری سال ۲۰۱۰ میلادی، ۲۷٬۰۶۸ نفر بوده‌است.